# Leaf (タウン情報誌)
Leaf（リーフ）は、株式会社リーフ・パブリケーションズが発行する、京都府・滋賀県を取材対象とする月刊タウン情報誌である。
1996年4月に創刊。2023年12月25日発売の2024年2・3月号を以って不定期刊行。
現在は京都・滋賀のおでかけ・グルメ情報を発信するWebポータルサイト［Leaf KYOTO］を運営している。

## 概要
20代から30代の女性を読者対象としている。同じく京都市に本社を置く大垣書店からは、雑誌部門最多として2006年から2008年の3年間、表彰されている。主な掲載内容は京滋地区の飲食店や、新規オープン店情報など。

## ムックシリーズ
京都の昔の商人屋敷「町家」をリノベーションして飲食店にしたレストランを特集した「町家でごはん」シリーズ、京都目線の観光本シリーズなど。また、京料理の101店舗を掲載したムックは京料理組合公認。
- 京料理101店
- 京都町家でごはん236
- 京都地元案内帖2008
- 京都街中ど真ん中
- 京都各駅停車112駅
- まるごと滋賀300軒 おでかけ休日ガイド など